# جيريمي ألدريش
جيريمي ألدريش (بالإنجليزية: Jeremy Aldrich)‏ هو لاعب كرة قدم ومدرب كرة قدم أمريكي، ولد في 26 فبراير 1977 في كالامازو في الولايات المتحدة. شارك مع منتخب الولايات المتحدة تحت 20 سنة لكرة القدم. أما مع النوادي، فقد لعب مع شيكاغو فاير وفيرجينيا بيتش مارينرز وكولورادو رابيدز وكولومبوس كرو وميامي فيوشن.

## وصلات خارجية
- جيريمي ألدريش على موقع الدوري الأمريكي (الإنجليزية)
- جيريمي ألدريش على موقع قاعدة بيانات كرة القدم.إي يو (الإنجليزية)